# 封辅相
封輔相（？—？），籍贯不详，东魏、北齐、北周官员。

## 生平
封輔相跟随高欢一起出兵太行山以东，以军功至大官。
武平三年八月庚午（572年8月24日），齐后主高纬派领军封辅相出使北周。
武平四年（573年）六月，南陈将军吴明彻进攻寿阳，齐后主诏令群臣共同商议防御对策。封辅相请求出兵征讨，武卫将军王纮说：“我军多次失利，人心不安，如果又兴兵动武，外出屯军江淮，担心北狄和北周乘我不利之时，倾国而来，那么大事去矣。不如薄赋轻徭，让百姓和士大夫休息，使朝廷和睦，远近归心，以仁义征讨他们，以道德进攻他们。天下都应当安定，难道只是一个不合法的南陈吗。”高阿那肱对众人说：“同意王武卫的人到南边坐下。”众人都赞同王纮。之后领军封辅相率领士兵救援寿阳。陈军到了岘，封辅相不去进逼，扬州道行台尚书卢潜力争也不行，齐军果然失败。
武平七年（576年）十二月，周武帝宇文邕救援晋州，齐军大败，齐后主放弃军队退回晋阳。齐后主想要逃到北朔州，于是留安德王高延宗、广宁王高孝珩等人守卫晋阳。如果晋阳守不住，齐后主就要投奔突厥。北齐大臣们都认为不行，齐后主不听。十二月甲寅（577年1月14日），特进、开府仪同三司贺拔伏恩、武卫大将军封辅相、慕容钟葵等警卫皇宫的近臣三十多人向西投奔周军，周武帝封封輔相为郡公，加上柱国。周武帝平定并州后，以封輔相出任北朔州总管。北朔州是北齐的军事重镇，建德六年（577年），很多勇士聚集在此。前任长史赵穆、司马王当万等人谋划抓住封辅相，从瀛州迎接任城王高湝。事情没成功，就迎接范阳王高绍义。高绍义到了马邑，封辅相及部下韩阿各奴等数十人都是北齐叛臣，从肆州以北，二百八十余多个边防城堡都跟从封辅相投降北周，等到高绍义前来，全都反叛北周。